# Debiutanci
Debiutanci (ang. Beginners, 2010) – amerykański film niezależny, komediodramat romantyczny w reżyserii i według scenariusza Mike'a Millsa.
Światowa premiera filmu nastąpiła 11 września 2010 roku, podczas 35. Międzynarodowego Festiwalu Filmowego w Toronto. Polska premiera filmu nastąpiła 15 lipca 2011 roku.

## Opis fabuły
Film jest skonstruowany jako szereg połączonych ze sobą przeskoków czasowych. Po śmierci matki pogarszają się relacje Olivera z ojcem. Na dodatek Hal postanawia w podeszłym wieku przyznać się co do swojej orientacji seksualnej. Wkrótce Hal znajduje chłopaka, Andy'ego, i otacza się kręgiem znajomych gejów. Niedługo po tym u Hala zdiagnozowano raka. Po dłuższej chorobie Hal umiera.
Kilka miesięcy po śmierci Hala Oliver spotyka na przyjęciu Annę, francuska aktorkę. Nierozwiązane emocje Olivera po śmierci ojca i życia swoich rodziców razem kolidują wraz ze sprzecznymi uczuciami Anny. Ostatecznie Oliver i Anna postanawiają być razem.

## Obsada
- Ewan McGregor jako Oliver
- Keegan Boos jako Młody Oliver
- Christopher Plummer jako Hal, ojciec Olivera
- Mélanie Laurent jako Anna
- Goran Višnjić jako Andy, chłopak Hala
- Kai Lennox jako Elliot, przyjaciel Olivera
- Mary Page Keller jako Georgia, matka Olivera
- China Shavers jako Shauna, przyjaciółka Olivera
- Lou Taylor Pucci jako Magik
- Cosmo jako pies Arthur
- inni

## Nagrody i nominacje
26. ceremonia wręczenia Independent Spirit Awards
- nagroda: najlepsza drugoplanowa rola męska − Ch. Plummer
- nominacja: najlepszy film niezależny − Miranda de Pencier, Lars Knudsen, Leslie Urdang, Dean Vanech i Jay Van Hoy
- nominacja: najlepszy reżyser − Mike Mills
- nominacja: najlepszy scenariusz − Mike Mills

16. ceremonia wręczenia Satelitów
- nagroda: najlepszy aktor w roli drugoplanowej − Ch. Plummer

18. ceremonia wręczenia nagród Gildii Aktorów Ekranowych
- nagroda: wybitny aktor w roli drugoplanowej − Ch. Plummer

69. ceremonia wręczenia Złotych Globów
- nagroda: najlepszy aktor drugoplanowy − Christopher Plummer

84. ceremonia wręczenia Oscarów
- nagroda: najlepszy aktor drugoplanowy − Christopher Plummer

65. ceremonia wręczenia nagród Brytyjskiej Akademii Filmowej
- nagroda: najlepszy aktor drugoplanowy − Christopher Plummer